# Thomas Röhrich
Thomas Röhrich (* 22. Oktober 1957) ist ein ehemaliger deutscher Basketballspieler.

## Leben
Röhrich spielte im Nachwuchs des TuS 04 Leverkusen sowie zwischenzeitlich an einer Schule in der Stadt Centralia im US-Bundesstaat Washington. 1972 und 1973 wurde er mit Leverkusen jeweils deutscher B-Jugend-Meister. 1976 nahm er mit der bundesdeutschen Auswahl an der Junioren-Europameisterschaft in Spanien teil und erzielte im Turnierverlauf 2,5 Punkte je Begegnung. Ihm gelang in Leverkusen der Sprung in die Bundesliga-Mannschaft, deren Mitglied der zwischen 1976 und 1979 war. Er zählte zum Aufgebot der Rheinländer, das 1978 und 1979 deutscher Meister wurde, auch im Europapokal wurde Röhrich eingesetzt. Er bestritt in der Bundesliga 54 Spiele für Leverkusen (2,8 Punkte/Spiel). Im Juli 1978 bestritt er ein A-Länderspiel für die BRD (Freundschaftsspiel gegen Syrien). Röhrich gehörte auch zwei Jahre zur Mannschaft des Zweitligisten TuS Opladen.
Er führte ein Sportartikelgeschäft in Wiesdorf, dessen Leitung er von seinem Vater übernommen hatte. 2009 schloss das Geschäft.
Nachdem er jahrelang nicht im Basketball tätig gewesen war, baute er gemeinsam mit einem Lehrer eine Basketball-Arbeitsgemeinschaft sowie eine Schulliga auf. Als Trainer wurde Röhrich 2002 in der Jugendabteilung von Bayer Leverkusen tätig, er übernahm zudem die Betreuung von Landesauswahlen des Westdeutschen Basketball Verbandes. In der Leverkusener Nachwuchsabteilung trat er 2008 das Amt des Jugendkoordinators an. Im Herbst 2023 ging er als solcher in den Ruhestand, blieb als Trainer jedoch im Jugendbereich des Vereins tätig.
Röhrich veröffentlichte 2014 das Lehrbuch „Basketballtraining für jeden Tag: Die 365 besten Übungen“.